# 縣康
縣 康（あがた やすし、1906年 - 2000年5月3日）は、日本の教育者、経営学者。立教大学元教授、立教高等学校（現・立教新座中学校・高等学校）元校長、立教英国学院創設者・元校長・理事、香蘭女学校元校長・理事、立教学院元理事・評議員。

## 人物・経歴
1906年、静岡県生まれ。1930年、東京商科大学（現・一橋大学）卒業。
富山薬学専門学校教頭を経て、1931年から立教大学で商業概論、銀行論、銀行会計などを講じる。1937年、立教大学教授に就任。
1944年、立教理科専門学校教授、同生徒部副部長に就任。1945年、GHQにより公職追放（立教関係者で追放された11名のうちの1名）となるが、翌年5月、司令部の解除により立教大学に復職。
1948年、立教高等学校（現・立教新座中学校・高等学校）の設立に際して、同校教頭に着任。1953年、同校主事、1958年、同校校長に就任。1971年、定年退職。縣はイギリスのパブリックスクールを立教高校の理想とし、寮も設置され、地方から入学する生徒も多かった。
在任中は、立教学院評議員・理事を歴任した。
1972年、英国の地に日本人青少年のための学校を作りたいという夢を実現させ、英国サセックス州に立教英国学院を創設し、理事・校長に就任。1973年に校長を退任して院長として東京で同校の基盤強化に務めた。1975年から1981年には、香蘭女学校の理事・校長（第10代）を務めた。
2000年5月3日、肺炎のため死去。